# L'Homme des foules (film)
Pour les articles homonymes, voir L'Homme des foules.
Pour plus de détails, voir Fiche technique et Distribution.
L'Homme des foules est un film franco-portugais réalisé par John Lvoff et sorti en 2001.

## Synopsis
Un homme en visite dans la cathédrale de Lisbonne s'effondre brusquement, victime du syndrome de Stendhal. Transféré à l'hôpital, il est confié à une jeune interne, à qui il finit par révéler un secret.

## Fiche technique
- Titre anglais international : Man of the Crowds
- Réalisation : John Lvoff
- Scénario : Pascal Bonitzer, Camille Fontaine, John Lvoff, Emmanuel Salinger
- Lieu de tournage : Lisbonne
- Image : Jean-Claude Larrieu
- Musique : Sarah Murcia
- Montage : Monica Coleman
- Durée : 90 minutes
- Dates de sortie :
  - France: 18 avril 2001

## Distribution
- Jerzy Radziwiłowicz : Pawel Markowicz
- Maria de Medeiros : Dr. Giordano
- Danuta Stenka : Anna Markowicz
- Zbigniew Zapasiewicz : Wladimir Kalo
- Isabel Ruth : Dr. Figueira
- Amandio Pinheiro : Augusto
- Tomasz Preniasz-Strus : Igor
- Arkadiusz Janiczek : Gregori
- Miroslaw Oczkos : Michail
- Slawomir Holland : Piotr